# Gurasada, Hunedoara
Gurasada (în maghiară: Guraszáda, în germană: Gursaden) este satul de reședință al comunei cu același nume din județul Hunedoara, Transilvania, România.

## Lăcașuri de cult
La 1750 localitatea era numită "Gura Sadului". 
Biserica „Sfântul Arhanghel Mihail”, de dimensiuni modeste, dar cu forme viguroase și expresive, se numără printre cele mai vechi și valoroase monumente românești din întreaga țară, datând din deceniile de mijloc ale sec.XIII. Construit din piatră brută și mortar hidraulic, nucleul central, de plan patrulob, este încununat de un turn de secțiune dreptunghiulară suspendată direct deasupra bolților celor 4 abside. Ulterior, spre vest, au fost construite mai multe încăperi anexă și un turn-clopotniță, prevăzut cu un foișor de lemn. La interior se păstrează un frumos ansamblu de picturi murale executate în anul 1765 de către maeștrii Nicolae din Pitești și Ion din Deva. Remarcabilă este compozitia „Judecata de Apoi”, cu numeroase accente de critică socială.

## Monumente istorice
- Conacul Klobosiski
- Biserica „Sfântul Arhanghel Mihail”

## Personalități
- Silviu Dragomir (1888-1962), istoric, om politic, membru titular al Academiei Române;
- Aurel Breilean (1929 - 2009), pictor, profesor universitar;
- Virgil Haida (1938 - 2018), inginer constructor, profesor universitar, expert tehnic

## Imagini

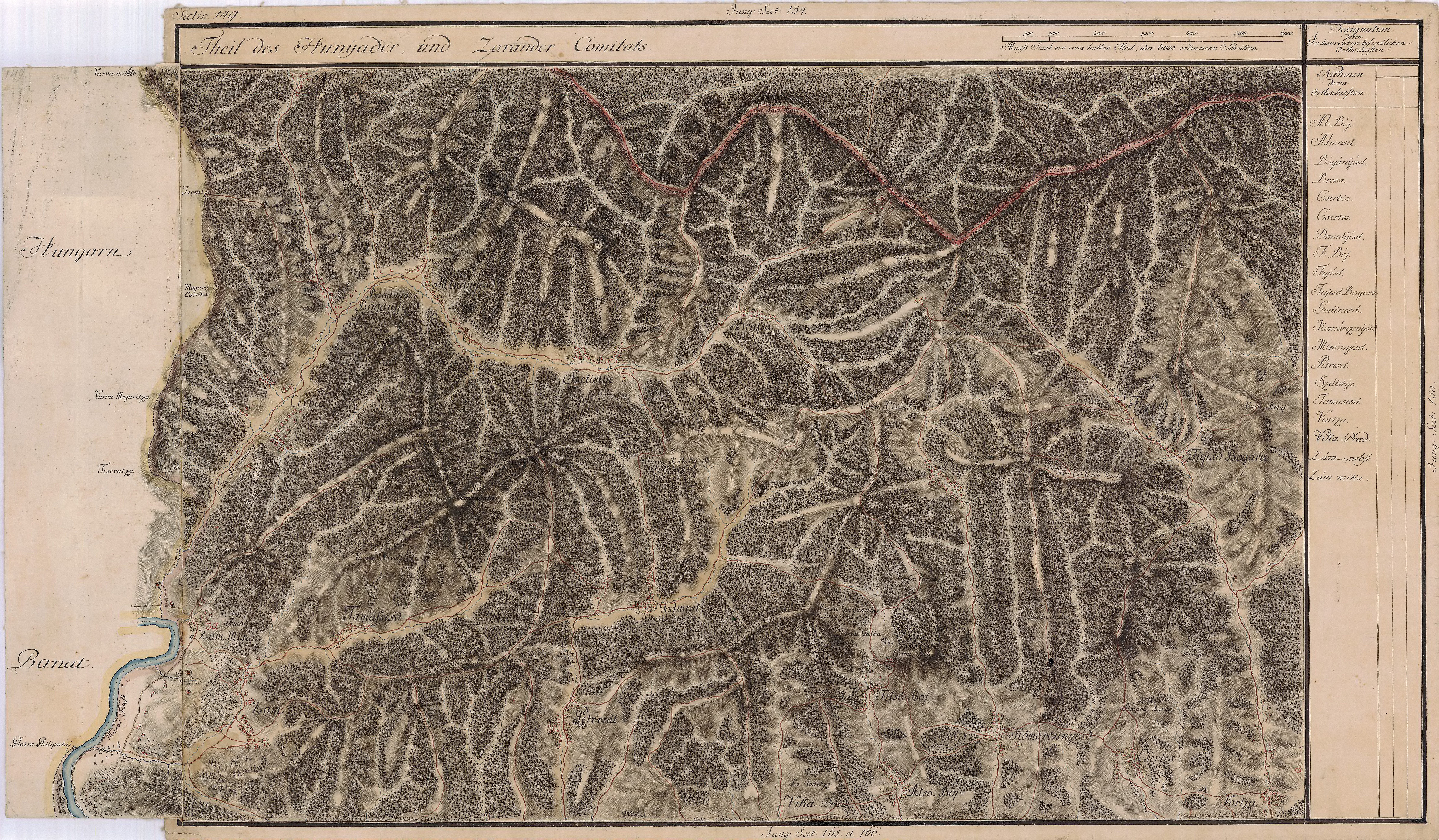
Gurasada în Harta Iosefină a Transilvaniei, 1769-1773
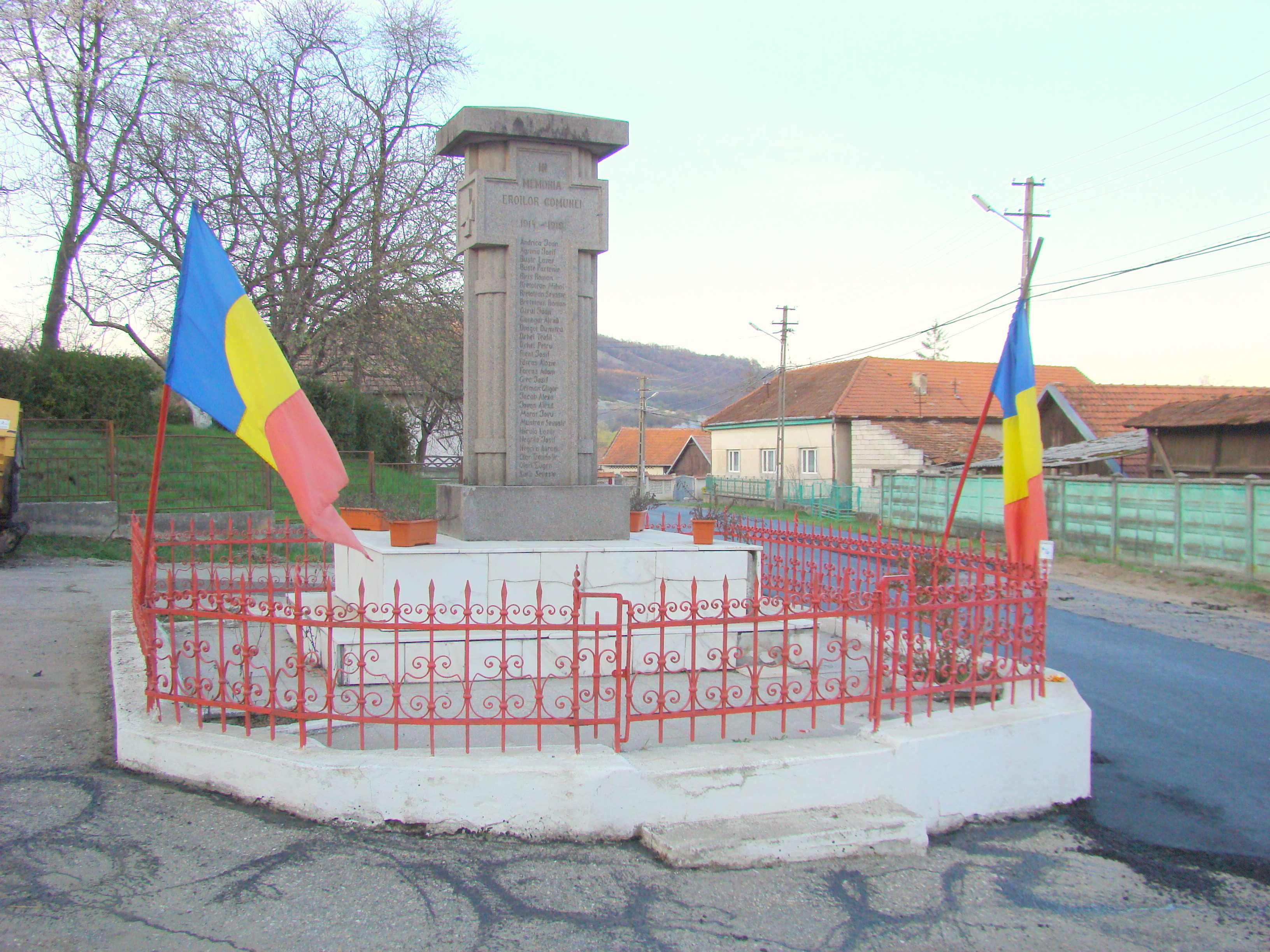
Monumentul Eroilor
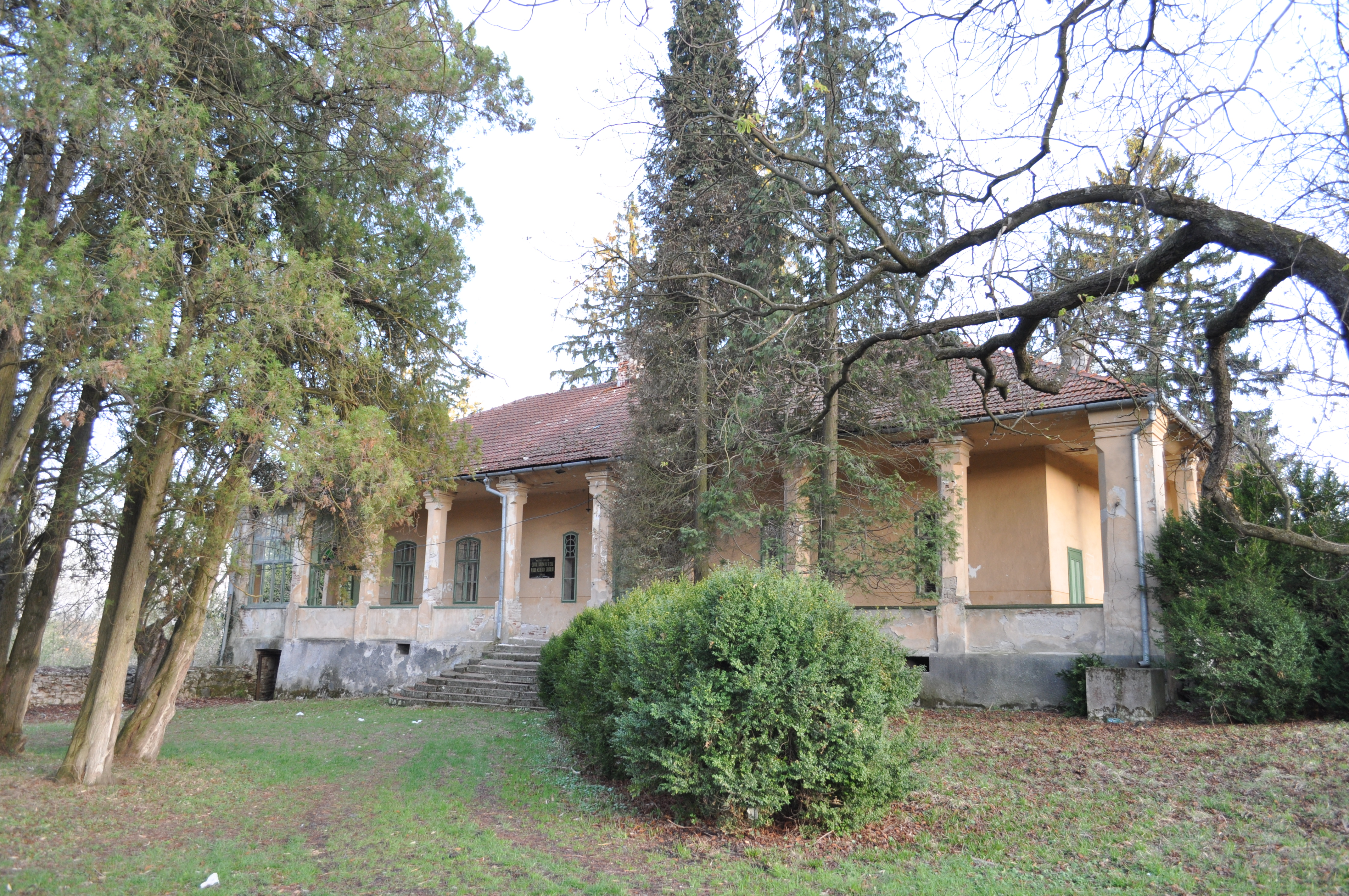
Conacul Klobosiski
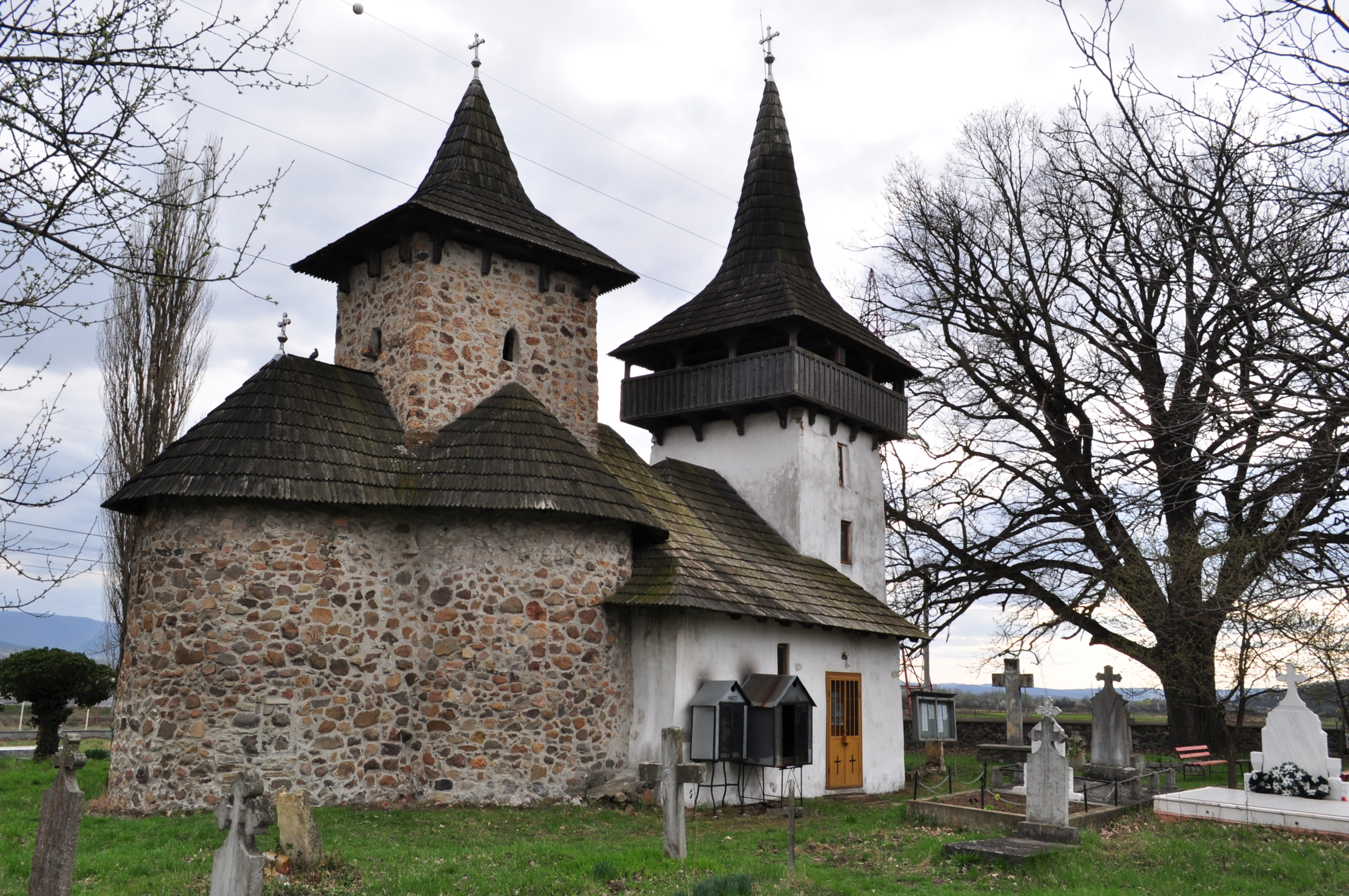
Biserica „Sfântul Arhanghel Mihail”